# Runcinia caudata
Runcinia caudata là một loài nhện trong họ Thomisidae.
Loài này thuộc chi Runcinia. Runcinia caudata được Ehrenfried Schenkel-Haas miêu tả năm 1963.